# Tana Adelana
Christiana Nkemdilim Adelana conocida popularmente como Tana Adelana es una actriz, productora, modelo, presentadora de televisión y emprendedora nigeriana. Ganó la categoría de Mejor Actriz de Reparto en los City People Entertainment Awards 2017, y fue la ganadora en 2011 en la categoría personalidad en directo del año (televisión) en los Future Awards Africa, y la ganadora de los premios Grind 2005.

## Biografía
Adelana nació el 24 de diciembre de 1984. Es de ascendencia igbo de Nara Unateze en Nkanu East LGA, estado de Enugu.
Asistió a la Universidad de Lagos en Nigeria, la escuela de arte del maquillaje de Londres (campus de Sudáfrica) y la Metropolitan School of Business and Management del Reino Unido.

## Carrera profesional
Inició su carrera como presentadora de televisión antes de involucrarse en la actuación. Comenzó su compañía, Tana Adelana Productions en julio de 2013. Uno de sus proyectos fue Quick Sand, que presenta a Ufuoma Ejenobor, Chelsea Eze, Wale Macaulay, Anthony Monjaro y Femi Jacobs.

## Filmografía
- The Bling Lagosians (2019)
- Mr. and Mrs. Revolution (2017)[8]
- Body Language (2017)
- Baby daddy (2017)

## Premios y nominaciones
| Año  | Ceremonia de premiación     | Categoría                                    | Resultado | Ref.   |
| ---- | --------------------------- | -------------------------------------------- | --------- | ------ |
| 2011 | The Future Awards Africa    | Personalidad del año en el aire (televisión) | Ganadora  | [ 9 ]  |
| 2017 | Premios de Cine City People | Mejor actriz de reparto                      | Ganadora  | [ 10 ] |
| 2018 | Best of Nollywood Awards    | Mejor actriz en un papel principal - Inglés  | Ganadora  | [ 11 ] |
| 2019 | Best of Nollywood Awards    | Mejor actriz de reparto - Inglés             | Nominada  | [ 12 ] |